# Stiftelsen Skånska Landskap

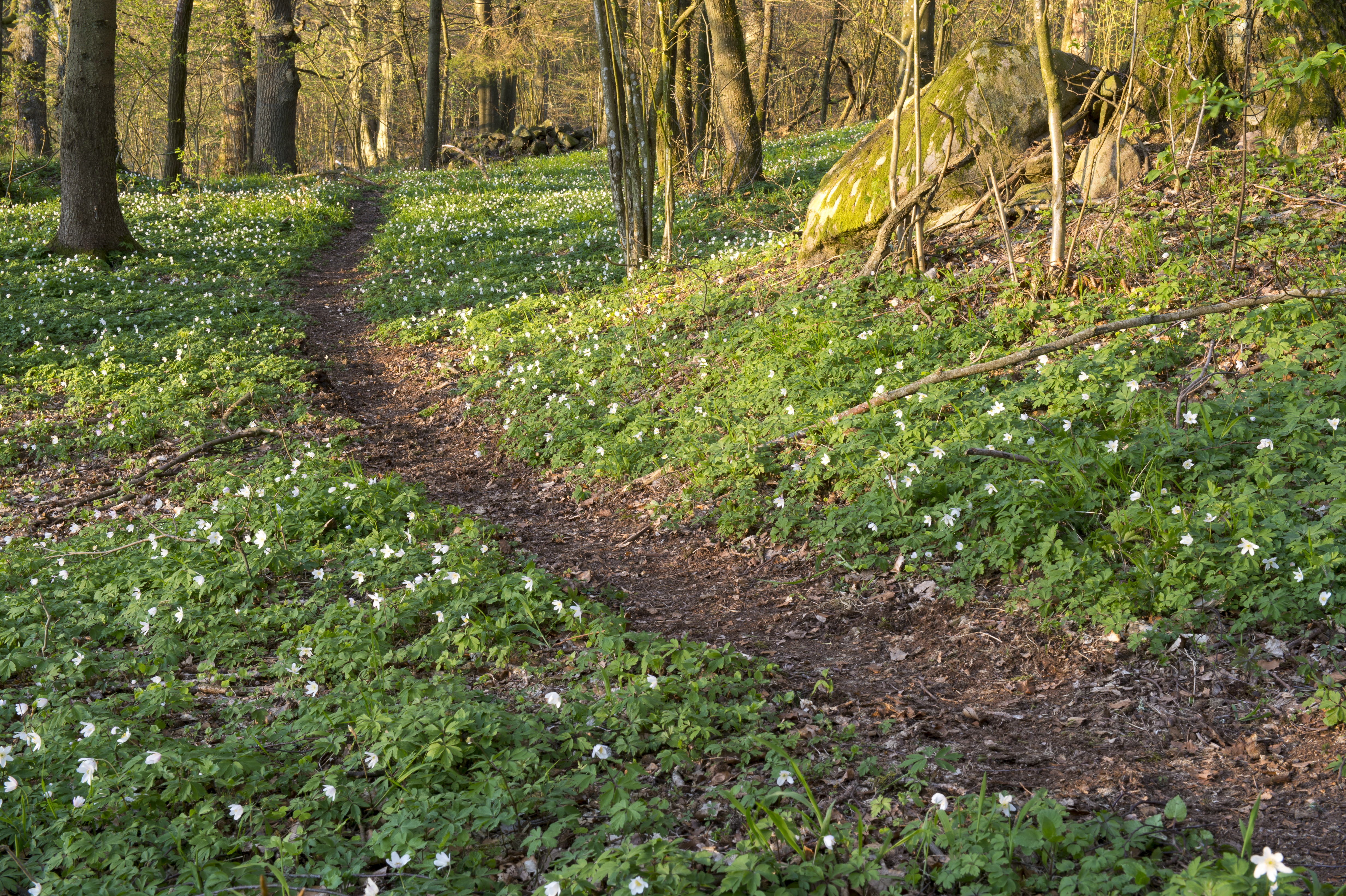
Fulltofta strövområde.

Stiftelsen Skånska Landskap arbetar för friluftsliv för alla i Skåne och instiftades 2004 av Region Skåne. Stiftelsen fick köpa regionens skogar för att trygga ett långsiktigt ägande och brukande för att skapa ett värde för befolkningen i Skåne. Sedan 2010 har stiftelsen en fristående organisation. Stiftelsen Skånska Landskap har bland annat hand om 19 strövområden med vandringsleder, mountainbikeleder, ridleder, vindskydd, utsiktstorn, fiske- och paddlingsmöjligheter.
Stiftelsen har huvudkontor i Fulltofta i Hörby med 19 anställda. Verksamhetens mål när det gäller friluftsliv är att alla ska kunna uppleva naturen oavsett förutsättning och vana att röra sig utomhus. I strövområdena finns därför markerade leder, informationstavlor, toaletter, grillplatser, bord och bänkar, fågel- och utsiktstorn. Flera stigar är rullstolsvänliga och elva strövområden har tillgänglighet. Stiftelsen driver även Fulltofta Naturcentrum som är en "entré" till naturen med extra service och information för de som är mer naturovana.
Stiftelsen Skånska Landskap förvaltar dels egen mark, dels mark för fem andra stiftelser. Totalt sett förvaltar stiftelsen 10 800 hektar mark, varav 8 800 hektar skog, 7 000 hektar strövområden samt 2 200 hektar naturreservat där samverkan sker med Länsstyrelsen.
Stiftelsen Skånska Landskap har även ansvaret att förvalta Skåneleden med hjälp av egna ledförvaltare som samordnar arbetet med kommunerna. Skåneleden passerar också genom många av strövområdena.

## Strövområden
- Fulltofta strövområde, som finns utanför Hörby, har vandringsleder, rastplatser, hinderbana, fiske och utsiktstorn samt Fulltofta Naturcentrum. Området ägs och förvaltas av Stiftelsen Skånska Landskap.
- Snogeholms strövområde som ligger mellan Sövdesjön, Snogeholmssjön och Ellestadssjön utanför Sjöbo har vandringsleder, ridled, fiske, bryggor, utsiktstorn, paddlingsmöjligheter och rastplatser. Strövområdet ägs och tas om hand av Stiftelsen Skånska Landskap.
- Arriesjöns strövområde strax utanför Vellinge är ett litet område med promenadstigar, ridled, rastplatser, fiske- och badmöjligheter. Området ägs och förvaltas av Stiftelsen Skånska Landskap.
- Bockeboda strövområde har vandringsleder, mtb-led, rastplatser och motionsslingor. Strövområdet ägs och tas om hand av Stiftelsen Skånska Landskap. Marken kring Bockatorpet sköts av Kristianstads kommun.
- Breanäs strövområde, som ligger längs Immeln, erbjuder vandringsleder, fiske, bad, rastplatser samt paddling. Området ägs och tas om hand av Stiftelsen Skånska Landskap och finns i Östra Göinge.
- Djurholmens strövområde ligger på södra Hallandsåsen i Ängelholm och erbjuder vandringsleder, rastplatser och utsiktstorn. Området ägs och tas om hand av Stiftelsen Skånska Landskap
- Finnstorp strövområde på Söderåsen i Svalövs kommun har vandringsleder, fiske, utsiktstorn och rastplatser. Området ägs och tas om hand av Stiftelsen Skånska Landskap.
- Friseboda strövområde erbjuder vandringsleder, fiske, rastplatser och bad och ligger utanför Kristianstad. Området ägs och tas om hand av Stiftelsen Skånska Landskap.
- Frostavallens strövområde har vandringsleder, fiske, rastplatser, tillgängliga leder och bad. Strövområdet tas om hand av Höörs kommun och delar av området ägs av Stiftelsen Skånska Landskap.
- Grytåsa strövområde har vandringsleder, ridled, rastplatser och utsiktstorn och finns i Örkelljunga kommun. Området ägs och tas om hand av Stiftelsen Skånska Landskap.
- Järavallens strövområde erbjuder vandringsleder, tillgänglig led, mtb-led, ridled, bad, utsiktstorn och hinderbana. Området ägs och tas om hand av Stiftelsen Skånska Landskap.
- Klåveröds strövområde uppe på Söderåsen har vandringsleder, mtb-led, fiske, rastplatser, utsiktstorn, klättring och Klåveröds vandrarhem. Finns i Svalövs kommun.
- Kronoskogen strövområde i Ängelholms kommun har vandringsleder, tillgänglig led, bad, mtb-område och rastplatser. Området sköts till största delen av Ängelholms kommun. Västra delen av Kronoskogen, naturreservatet Ängelholms strandskog ägs och sköts av Stiftelsen Skånska Landskap.
- Möllerödssjö strövområde i Hässleholms kommun erbjuder vandringsleder, bad, fiske, motionsslinga och utsiktstorn. Området ägs och tas om hand av Stiftelsen Skånska Landskap.
- Skrylle strövområde utanför Lund har vandringsleder, mtb-led, tillgängliga leder, motionsslingor, fiske, rastplatser, ridled, Skryllegården och Naturum Skrylle. Stiftelsen Skånska Landskap har hand om Skrylle naturreservat. Övriga naturreservat förvaltas av Lunds kommun och Länsstyrelsen. Lunds kommun ansvarar för Naturum Skrylle och Skryllegården drivs av Friluftsfrämjandet i Lund.
- Tjörnedala strövområde i Simrishamns kommun har markerade vandringsleder, bad, rastplatser och fiske. Området ägs och tas om hand av Stiftelsen Skånska Landskap.
- Vedby strövområde erbjuder vandringsleder och rastplatser och finns i Klippans kommun. Området ägs och tas om hand av Stiftelsen Skånska Landskap.
- Vedema strövområde utanför Hässleholm har vandringsleder, fiske, tillgänglig led, rastplatser och brygga. Området ägs och tas om hand av Stiftelsen Skånska Landskap.
- Vitemölla strövområde i Simrishamns kommun har naturstigar, fiske, ridmöjligheter, bad och rastplatser. Området ägs och tas om hand av Stiftelsen Skånska Landskap.